# Bundestagswahlkreis Herzogtum Lauenburg – Stormarn-Süd
Der Wahlkreis Herzogtum Lauenburg – Stormarn-Süd (Wahlkreis 10) ist ein Bundestagswahlkreis in Schleswig-Holstein und umfasst den Kreis Herzogtum Lauenburg ohne das zum Wahlkreis Lübeck gehörige Amt Berkenthin sowie ohne das ehemalige Amt Sandesneben. Vom Kreis Stormarn sind die Städte und Gemeinden Ahrensburg, Barsbüttel, Glinde, Großhansdorf, Oststeinbek und Reinbek sowie die Ämter Siek und Trittau zugehörig. Bei der letzten Bundestagswahl waren 245.477 Einwohner wahlberechtigt.

## Geschichte
Der Wahlkreis Herzogtum Lauenburg – Stormarn-Süd hatte stets die Nummer 10. Er ging 1976 aus dem Wahlkreis Stormarn – Herzogtum Lauenburg hervor, der den nördlichen Teil des Kreises Stormarn an den neu gebildeten Wahlkreis Segeberg – Stormarn-Nord abgab.
Ursprünglich gehörte zum Wahlkreis das gesamte Kreisgebiet des Kreises Herzogtum Lauenburg. Vor der Bundestagswahl 2002 wurden die Ämter Berkenthin und Sandesneben an den Wahlkreis Lübeck abgegeben. Zu diesem Zeitpunkt ging auch die zum Kreis Stormarn gehörige Gemeinde Ammersbek an den Wahlkreis Segeberg – Stormarn-Nord.

## Wahlkreisabgeordnete
| Wahl | Abgeordneter | Abgeordneter             | Partei | Stimmen in % |
| ---- | ------------ | ------------------------ | ------ | ------------ |
| 1976 |              | Olaf Baron von Wrangel   | CDU    | 46,5         |
| 1980 |              | Eckart Kuhlwein          | SPD    | 46,6         |
| 1983 |              | Michael von Schmude      | CDU    | 51,6         |
| 1987 | 48,7         | Michael von Schmude      | CDU    |              |
| 1990 | 47,4         | Michael von Schmude      | CDU    |              |
| 1994 | 48,0         | Michael von Schmude      | CDU    |              |
| 1998 |              | Thomas Sauer             | SPD    | 47,1         |
| 2002 | 46,1         | Thomas Sauer             | SPD    |              |
| 2005 |              | Carl-Eduard von Bismarck | CDU    | 44,4         |
| 2009 |              | Norbert Brackmann        | CDU    | 39,9         |
| 2013 | 45,2         | Norbert Brackmann        | CDU    |              |
| 2017 | 39,5         | Norbert Brackmann        | CDU    |              |
| 2021 |              | Nina Scheer              | SPD    | 31,0         |
| 2025 |              | Henri Schmidt            | CDU    | 32,7         |

## Wahlergebnisse

### Bundestagswahl 2025
| Kandidaten                                             | Kandidaten                  | Parteien/Listen     | Erststimmen | Erststimmen | Zweitstimmen | Zweitstimmen |
| Kandidaten                                             | Kandidaten                  | Parteien/Listen     | Stimmen     | %           | Stimmen      | %            |
| ------------------------------------------------------ | --------------------------- | ------------------- | ----------- | ----------- | ------------ | ------------ |
|                                                        | Nina Scheer                 | SPD                 | 48.273      | 23,4        | 39.860       | 19,3         |
|                                                        | Henri Schmidtgewählt im WK  | CDU                 | 67.641      | 32,7        | 61.515       | 29,7         |
|                                                        | Konstantin von Notz         | GRÜNE               | 29.012      | 14,0        | 28.853       | 13,9         |
|                                                        | Johannes Konstantin Basler  | FDP                 | 7.445       | 3,6         | 11.091       | 5,4          |
|                                                        | Arnulf Andreas Fröhlich     | AfD                 | 35.419      | 17,1        | 35.560       | 17,2         |
|                                                        | Marc-André Thore Bornkessel | Die Linke           | 12.160      | 5,9         | 14.253       | 6,9          |
|                                                        | —                           | SSW                 | –           | –           | 2.732        | 1,3          |
|                                                        | —                           | Die PARTEI          | –           | –           | 1.364        | 0,7          |
|                                                        | Christian Runge             | FREIE WÄHLER        | 3.784       | 1,8         | 1.770        | 0,9          |
|                                                        | Kristina Silvia Scheuber    | Volt                | 2.898       | 1,4         | 1.974        | 1,0          |
|                                                        | —                           | MLPD                | –           | –           | 57           | 0,0          |
|                                                        | —                           | BÜNDNIS DEUTSCHLAND | –           | –           | 309          | 0,1          |
|                                                        | —                           | BSW                 | –           | –           | 7.665        | 3,7          |
| Gesamt                                                 | Gesamt                      | Gesamt              | 206.632     | 100         | 207.003      | 100          |
|                                                        |                             |                     |             |             |              |              |
| Ungültige Stimmen                                      | Ungültige Stimmen           | Ungültige Stimmen   | 1.443       | 0,7         | 1.072        | 0,5          |
| Wähler                                                 | Wähler                      | Wähler              | 208.075     | 84,8        | 208.075      | 84,8         |
| Wahlberechtigte                                        | Wahlberechtigte             | Wahlberechtigte     | 245.477     |             | 245.477      |              |
|                                                        |                             |                     |             |             |              |              |
| Quellen: Die Bundeswahlleiterin, Kandidaten – Ergebnis |                             |                     |             |             |              |              |

### Bundestagswahl 2021
| Direktkandidat            | Partei                | Erststimmen in % | Zweitstimmen in % |
| ------------------------- | --------------------- | ---------------- | ----------------- |
| Thomas Peters             | CDU                   | 26,5             | 23,2              |
| Nina Scheer               | SPD                   | 31,0             | 28,8              |
| Martin Turowski           | FDP                   | 10,5             | 14,2              |
| Konstantin von Notz       | GRÜNE                 | 17,4             | 16,6              |
| Wiebke Neumann            | AfD                   | 7,2              | 7,5               |
| Christoph Ulrich Hinrichs | DIE LINKE             | 2,6              | 3,2               |
| Arne Schönfelder          | Die PARTEI            | 1,5              | 0,9               |
| Christian Runge           | FREIE WÄHLER          | 1,8              | 1,1               |
| -                         | NPD                   | -                | 0,1               |
| -                         | ÖDP                   | -                | 0,1               |
| -                         | MLPD                  | -                | 0,0               |
| Matthias Micklich         | dieBasis              | 1,3              | 1,1               |
| Peter Johannes Schlüter   | DKP                   | 0,1              | 0,0               |
| -                         | du.                   | -                | 0,1               |
| -                         | LKR                   | -                | 0,0               |
| -                         | Partei der Humanisten | -                | 0,1               |
| -                         | Tierschutzpartei      | -                | 1,2               |
| -                         | SSW                   | -                | 0,9               |
| -                         | Team Todenhöfer       | -                | 0,4               |
| -                         | Volt                  | -                | 0,2               |
| -                         | V-Partei³             | -                | 0,1               |

### Bundestagswahl 2017
| Direktkandidat(in)  | Partei       | Erststimmen in % | Zweitstimmen in % |
| ------------------- | ------------ | ---------------- | ----------------- |
| Norbert Brackmann   | CDU          | 39,5             | 34,4              |
| Nina Scheer         | SPD          | 27,2             | 22,3              |
| Konstantin von Notz | GRÜNE        | 9,7              | 10,8              |
| Bernd Buchholz      | FDP          | 8,2              | 13,6              |
| Heidi Beutin        | DIE LINKE    | 5,1              | 6,5               |
| Bruno Hollnagel     | AfD          | 9,1              | 9,8               |
| -                   | NPD          | -                | 0,3               |
| Gregor Voht         | FREIE WÄHLER | 1,1              | 0,7               |
| -                   | MLPD         | -                | 0,0               |
| -                   | BGE          | -                | 0,3               |
| -                   | ÖDP          | -                | 0,2               |
| -                   | Die PARTEI   | -                | 1,1               |

### Bundestagswahl 2013
| Direktkandidat         | Partei                                      | Erststimmen in % | Zweitstimmen in % |
| ---------------------- | ------------------------------------------- | ---------------- | ----------------- |
| Norbert Brackmann      | CDU                                         | 45,2             | 40,6              |
| Nina Scheer            | SPD                                         | 34,6             | 29,7              |
| Christel Happach-Kasan | FDP                                         | 2,2              | 6,0               |
| Konstantin von Notz    | Bündnis 90/Die Grünen                       | 7,0              | 9,1               |
| Ilka Wenzelis          | Die Linke                                   | 3,8              | 4,9               |
| Karsten Kiehn          | PIRATEN                                     | 1,6              | 1,7               |
| Axel Gehrke            | AfD                                         | 4,6              | 5,6               |
| Heinrich Förster       | NPD                                         | 0,7              | 0,8               |
|                        | Rentner                                     | –                | 0,3               |
|                        | Freie Wähler                                | –                | 0,4               |
|                        | MLPD                                        | –                | 0,0               |
|                        | Tierschutzpartei                            | –                | 0,8               |
| Wolfgang Heimann       | unabhängig - bedingungsloses Grundeinkommen | 0,2              | –                 |

### Bundestagswahl 2009
| Direktkandidat             | Partei                | Erststimmen in % | Zweitstimmen in % |
| -------------------------- | --------------------- | ---------------- | ----------------- |
| Norbert Brackmann          | CDU                   | 39,9             | 33,1              |
| Gesa Tralau                | SPD                   | 29,9             | 25,4              |
| Christel Happach-Kasan     | FDP                   | 11,1             | 17,2              |
| Konstantin von Notz        | Bündnis 90/Die Grünen | 10,6             | 12,5              |
| Lorenz Gösta Beutin        | Die Linke.            | 7,0              | 7,8               |
| Kay Oelke                  | NPD                   | 1,3              | 1,2               |
| Achim Robert Keßler-Binder | Die Violetten         | 0,3              | -                 |
| –                          | PIRATEN               | –                | 1,8               |
| –                          | RENTNER               | –                | 0,8               |